# OMS-Isotta-TIBB
OMS–Isotta–TIBB je označení pro italský dvoučlánkový trolejbus, který byl v několika kusech v provozu také v Mostě a Litvínově.

## Konstrukce
Na výrobě těchto vozů se podílelo několik firem: Officina Meccanica della Stanga, Padova (OMS) vyrobila podvozek, Isotta Fraschini zhotovila karoserii a společnost Tecnamasio Italiano Brown Boveri (TIBB) dodala elektrickou výzbroj.
OMS–Isotta–TIBB je první dvoučlánkový (kloubový) trolejbus provozovaný na území Československa. Do Čech se tyto vozy dostaly jako ukořistěná vozidla z trolejbusového provozu v Miláně. Po druhé světové válce byly trolejbusy rekonstruovány v plzeňské Škodě a v roce 1946 zahajovaly trolejbusovou dopravu v Litvínově. Prototyp (vyrobený v roce 1939) byl zde označován jako „Typ II“, ostatní sériové vozy jako „Typ I“.
OMS–Isotta–TIBB je třínápravový dvoučlánkový trolejbus podvozkové konstrukce. Hnací náprava byla střední, ostatní byly řídící. Kostra karoserie zhotovená z ocelových profilů byla oplechována, v interiéru byla navíc pokryta lakovanou překližkou. Vstup do vozu zajišťovaly dvoje čtyřkřídlé skládací dveře v pravé bočnici. Sedadla byla v interiéru umístěna příčně.
Prototyp byl částečně odlišný od sériových vozů. Místo krycího měchu v kloubu měl pouze tzv. vějíř, který zajišťoval zlom vozu pouze ve vertikálním směru (nefungoval při zatáčení, neboť přímo pod kloubem byla u prototypu umístěna střední náprava).

## Provoz
| Současný stát | Město           | Článek | Typ             | Roky dodávek | Počet vozů | Evidenční čísla při dodání | Poznámky                   | Zdroj |
| ------------- | --------------- | ------ | --------------- | ------------ | ---------- | -------------------------- | -------------------------- | ----- |
| Česko         | Most – Litvínov | článek | OMS–Isotta–TIBB | 1946         | 5 kusů     | 101 – 105                  | původně v provozu v Miláně |       |

Poslední trolejbusy tohoto typu dojezdily na Mostecku v roce 1954.